# Ensayara kermadecensis
Ensayara kermadecensis is een vlokreeftensoort uit de familie van de Endevouridae. De wetenschappelijke naam van de soort is voor het eerst geldig gepubliceerd in 2009 door Kilgallen.